# بيلوبس

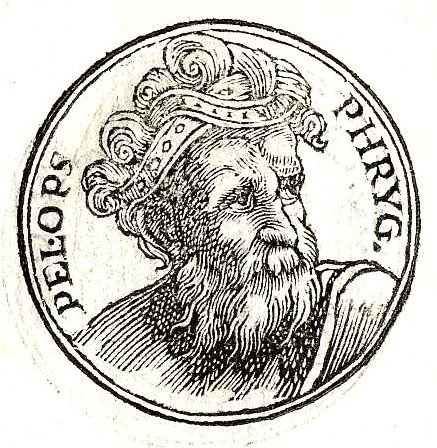
رسمة لبيلوبس ترجع للعام 1553

بيلوبس (باليونانية: Πέλοψ، وتعنى "ذو العيون الداكنة" أو "ذو الوجه الأسمر")‏ هو شخصية في الأساطير اليونانية، كان ملك بيزا في بيلوبونيز. وكان والده، تانتالوس، هو مؤسس بيت أتريوس (وهو ابن بيلوبس).

## بيلوس في الأسطورة

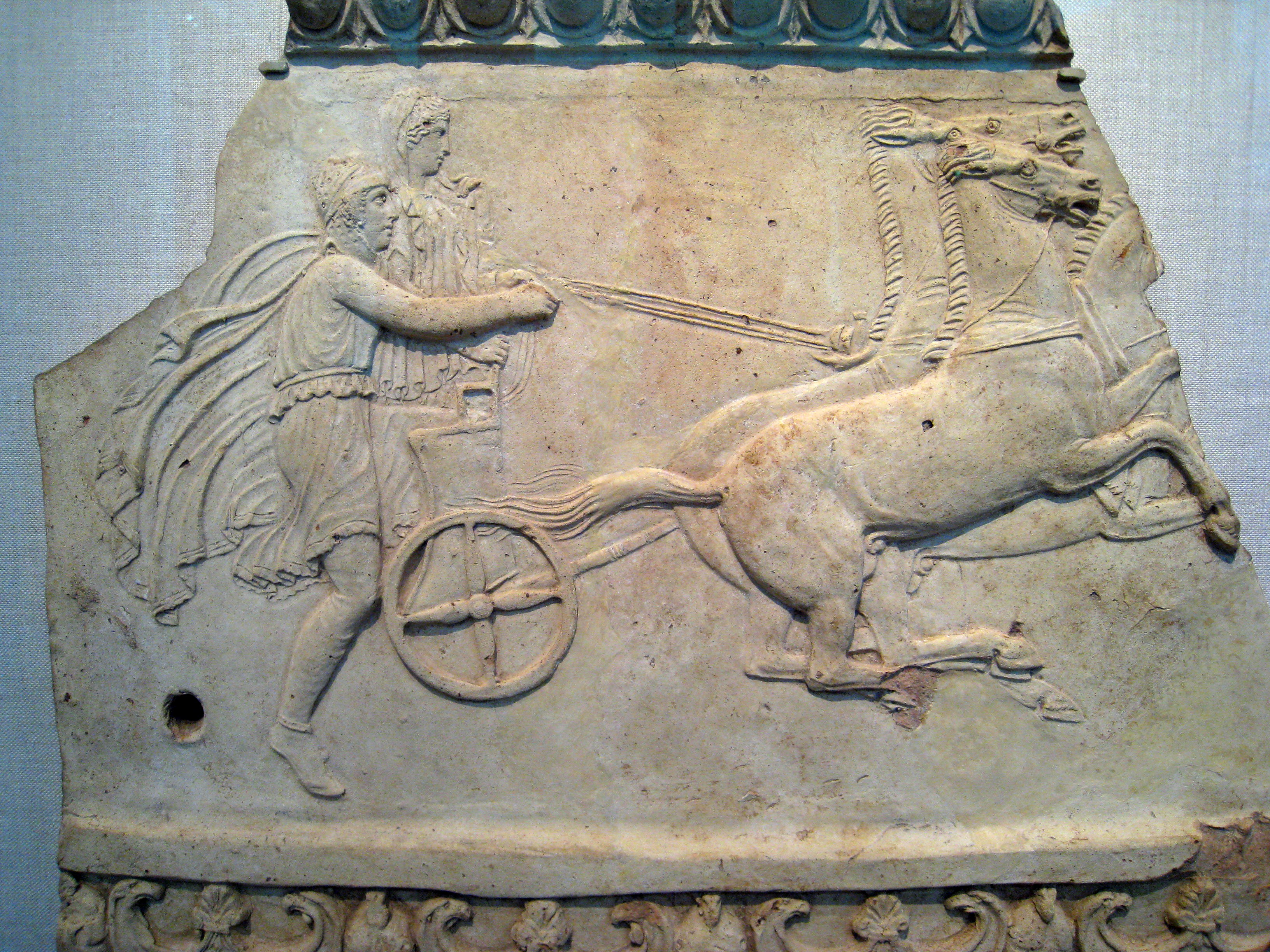
سباق بيلوبس وهيبوداميا

امتلك بيلوبس كتفا من العاج لأن أباه قدمه للآلهة في وليمة فانتبه الآلهة ولم يلمسوه إلا ديميتر (ووفقا لقصص أخرى ثيتس) حيث أكل منه قبل أن يعيده زيوس للحياة فتم تعويض كتفه المأكول بآخر من عاج. ولهذا يملك أحفاده علامة بيضاء على أكتافهم. وربما ترمز الحكاية لبقايا ممارسات التضحية البشرية بين الإغريق.
وقال بنداروس في كتاباته أن بوسيدون أحب بيلوبس وأخذه معه للسماء ودعاه إلى الولائم، لكن بيلوبس رجع للحياة الفانية لأن أباه أساء استعمال فضائل السماء له.
ذهب بيلوبس إلى اليونان مع ثروته ووقع في حب هيبوداميا ابنة أوينوماوس أمير بيزا في إليس، وليفوز بها كان عليه هزيمة أبيها في سباق عربات وإن خسر عليه أن يموت لكنه فاز بأن رشا سائق عربة أبيه ميرتيلوس (أو أن هيبوداميا رشته) بأن يفك مسمار حبل العربة ولكن بيلوبس ألقى ميرتيلوس في البحر قرب غيرايستوس في يوبويا في البحر ليتجنب دفع ما عليه. وفي نسخة أخرى ساعده بوسيدون. وربما تكون هذه الحكاية تروي عن تقاليد الزواج بالخطف.
أصبح بيلوبس بعدها ملك البيلوبونيز التي سميت عليه والتي تعني جزيرة بيلوبس، ولكن بسبب غشه تم وضع لعنة عليه وعلى نسله وهو ما أشعل النار بين اثنين من أبنائه هما أتريوس وثييستس وحفيده أجاممنون.
وسع بيلوبس سيطرته من بيزا نحو أولمبيا حيث احتفل بالألعاب الأولمبية بشكل رائع لم يعرف مثله قبلا، وكانت قوته وشهرته من الحجم بحيث سميت المنطقة عليه، وفي أزمنة لاحقة تم تكريم بيلوبس أكثر من غيره من الأبطال، وبنى هرقل له معبدا وهو حفيده من الجيل الرابع، حيث يتم التضحية له بكبش أسود كل سنة.
الإشارات إلى آسيا في حكايات بيلوبس وتانتالوس ونيوبي تشير إلى أن المصدر المحتمل في هذه الحكايات كان آسيا وأنه بهجرة الناس إلى اليونان تم توطين حكاية بيلوبس في وطنهم الجديد. وفي زمن باوسانياس وكان عرش بيلوبس ما يزال يظهر على جبل سيبيلوس، وحكاية بيلوبس مروية في الأغنية الأولمبية الأولى لبيندار وقصيدة نثرية لنقولا الدمشقي.